# Dyskografia Amandy Lear
Artykuł prezentuje kompletną dyskografię francuskiej piosenkarki, Amandy Lear.

## Albumy studyjne
| Rok  | Tytuł                     | Pozycje na listach | Pozycje na listach | Pozycje na listach | Pozycje na listach | Pozycje na listach | Pozycje na listach | Pozycje na listach | Certyfikaty                                  |
| Rok  | Tytuł                     | [ 1 ]              | [ 2 ]              | [ 3 ]              | [ 4 ]              | [ 5 ]              | [ 6 ]              | [ 7 ]              | Certyfikaty                                  |
| ---- | ------------------------- | ------------------ | ------------------ | ------------------ | ------------------ | ------------------ | ------------------ | ------------------ | -------------------------------------------- |
| 1977 | I Am a Photograph         | 26                 | 25                 | –                  | 7                  | –                  | –                  | –                  |                                              |
| 1978 | Sweet Revenge             | 4                  | 8                  | 9                  | 9                  | 17                 | –                  | –                  | - Niemcy: złota płyta - Francja: złota płyta |
| 1979 | Never Trust a Pretty Face | 24                 | –                  | –                  | –                  | 8                  | 20                 | –                  |                                              |
| 1980 | Diamonds for Breakfast    | 43                 | 11                 | –                  | –                  | –                  | 4                  | 10                 |                                              |
| 1981 | Incognito                 | –                  | –                  | –                  | –                  | –                  | 28                 | 19                 |                                              |
| 1983 | Tam-Tam                   | –                  | –                  | –                  | –                  | –                  | –                  | –                  |                                              |
| 1986 | Secret Passion            | –                  | –                  | –                  | –                  | –                  | –                  | –                  |                                              |
| 1989 | Uomini più uomini [A]     | –                  | –                  | –                  | –                  | –                  | –                  | –                  |                                              |
| 1993 | Cadavrexquis              | –                  | –                  | –                  | –                  | –                  | –                  | –                  |                                              |
| 1995 | Alter Ego                 | –                  | –                  | –                  | –                  | –                  | –                  | –                  |                                              |
| 1998 | Back in Your Arms [B]     | –                  | –                  | –                  | –                  | –                  | –                  | –                  |                                              |
| 2001 | Heart [C]                 | –                  | –                  | –                  | –                  | –                  | –                  | –                  |                                              |
| 2006 | With Love [D]             | –                  | –                  | –                  | –                  | –                  | –                  | –                  |                                              |
| 2009 | Brief Encounters          | –                  | –                  | –                  | –                  | –                  | –                  | –                  |                                              |
| 2012 | I Don’t Like Disco        | –                  | –                  | –                  | –                  | –                  | –                  | –                  |                                              |
| 2014 | My Happiness              | –                  | –                  | –                  | –                  | –                  | –                  | –                  |                                              |
| 2016 | Let Me Entertain You      | –                  | –                  | –                  | 80                 | –                  | –                  | –                  |                                              |
| 2021 | Tuberose                  | –                  | –                  | –                  | –                  | –                  | –                  | –                  |                                              |

- A^ Album Uomini più uomini został reedytowany w 1989 roku jako Tant qu’il y aura des hommes.
- B^ Album Back in Your Arms został reedytowany w 1998 roku jako Amanda '98 – Follow Me Back in My Arms.
- C^ Album Heart został reedytowany w 2003 roku jako Tendance.
- D^ Album With Love został reedytowany w 2008 roku jako Amour toujours.

## Kompilacje
- 1979: Golden Hits
- 1981: Poet Amanda Lear
- 1982: Ieri, oggi
- 1989: Super 20
- 1990: Follow Me
- 1991: The Collection
- 1993: Indovina chi sono
- 1993: Télégramme
- 1993: Je t'aime
- 1995: Hits and More
- 1997: Amanda Lear
- 1998: Queen of Chinatown
- 1998: The Collection
- 1998: Golden Stars International
- 1998: Amanda '98 – Follow Me Back in My Arms
- 1999: Follow Me
- 2000: Follow Me
- 2000: Made of Blood & Honey
- 2000: Francaise Chancone
- 2001: Essential
- 2001: I'm a Mistery - The Whole Story
- 2002: Follow Me
- 2002: 28 Golden Hits
- 2002: DivinAmanda
- 2002: Follow Me - The Greatest Hits
- 2003: Living Legend
- 2004: The Queen Is... Amanda - Platinum Edition
- 2004: Gwiazdy XX wieku - Największe przeboje
- 2005: Forever Glam!
- 2005: Amanda Lear Sings Evergreens
- 2006: The Sphinx – Das beste aus den Jahren 1976–1983
- 2007: Greatest Hits
- 2007: Hits & More
- 2008: Disco Queen of the Wild 70's
- 2010: My French Italian Songbook
- 2010: Give a Bit of Mmh to Me
- 2013: Amanda Lear
- 2013: Collection 2006-2012

## Minialbumy (EP)
- 1980: Amanda Lear
- 1985: A L
- 2009: Brand New Love Affair

## Single
| Rok  | Tytuł                                                                 | Pozycje na listach | Pozycje na listach | Pozycje na listach | Pozycje na listach | Pozycje na listach | Pozycje na listach | Pozycje na listach | Pozycje na listach | Pozycje na listach | Pozycje na listach | Album                                            |
| Rok  | Tytuł                                                                 | [ 10 ]             | [ 2 ]              | [ 11 ]             | [ 3 ]              | [ 12 ]             | [ 13 ]             | [ 6 ]              | [ 7 ]              | [ 14 ]             | [ 15 ]             | Album                                            |
| ---- | --------------------------------------------------------------------- | ------------------ | ------------------ | ------------------ | ------------------ | ------------------ | ------------------ | ------------------ | ------------------ | ------------------ | ------------------ | ------------------------------------------------ |
| 1975 | „La Bagarre” [E]                                                      | –                  | –                  | –                  | –                  | –                  | –                  | –                  | –                  | –                  | –                  | I Am a Photograph                                |
| 1976 | „Blood and Honey”                                                     | 12                 | –                  | –                  | –                  | –                  | 11                 | –                  | –                  | –                  | –                  | I Am a Photograph                                |
| 1977 | „Tomorrow”                                                            | –                  | –                  | –                  | –                  | –                  | 1                  | –                  | –                  | –                  | –                  | I Am a Photograph                                |
| 1977 | „Blue Tango”                                                          | –                  | –                  | –                  | –                  | –                  | –                  | –                  | –                  | –                  | –                  | I Am a Photograph                                |
| 1977 | „Alphabet”                                                            | –                  | –                  | –                  | –                  | –                  | –                  | –                  | –                  | –                  | –                  | I Am a Photograph                                |
| 1977 | „Queen of Chinatown”                                                  | 2                  | 11                 | 5                  | –                  | –                  | 2                  | –                  | –                  | –                  | –                  | I Am a Photograph                                |
| 1978 | „Follow Me”                                                           | 3                  | 6                  | 7                  | 3                  | 3                  | 9                  | –                  | –                  | –                  | 3                  | Sweet Revenge                                    |
| 1978 | „Run Baby Run”                                                        | –                  | –                  | –                  | –                  | –                  | –                  | –                  | –                  | –                  | –                  | Sweet Revenge                                    |
| 1978 | „Enigma (Give a Bit of Mmh to Me)”                                    | –                  | –                  | –                  | 11                 | 10                 | 10                 | –                  | –                  | –                  | 11                 | Sweet Revenge                                    |
| 1978 | „Gold”                                                                | –                  | –                  | –                  | –                  | 28                 | –                  | –                  | –                  | –                  | –                  | Sweet Revenge                                    |
| 1978 | „The Sphinx”                                                          | 19                 | –                  | –                  | –                  | 18                 | –                  | –                  | –                  | –                  | –                  | Never Trust a Pretty Face                        |
| 1979 | „Fashion Pack”                                                        | 24                 | –                  | –                  | 50                 | 27                 | 26                 | 13                 | –                  | –                  | –                  | Never Trust a Pretty Face                        |
| 1979 | „Lili Marleen”                                                        | –                  | –                  | –                  | –                  | –                  | 12                 | –                  | –                  | –                  | –                  | Never Trust a Pretty Face                        |
| 1979 | „Fabulous (Lover, Love Me)”                                           | 25                 | –                  | –                  | –                  | –                  | –                  | 8                  | –                  | –                  | –                  | Diamonds for Breakfast                           |
| 1980 | „Diamonds”                                                            | 30                 | –                  | –                  | –                  | –                  | –                  | 18                 | 7                  | –                  | –                  | Diamonds for Breakfast                           |
| 1980 | „Japan”                                                               | –                  | –                  | –                  | –                  | –                  | –                  | –                  | –                  | –                  | –                  | Diamonds for Breakfast                           |
| 1980 | „Ho fatto l'amore con me”                                             | –                  | –                  | –                  | –                  | –                  | –                  | –                  | –                  | –                  | –                  | Diamonds for Breakfast                           |
| 1980 | „When” [F]                                                            | –                  | –                  | –                  | –                  | –                  | –                  | –                  | –                  | –                  | –                  | Diamonds for Breakfast                           |
| 1980 | „Solomon Gundie”                                                      | 36                 | –                  | –                  | –                  | –                  | –                  | –                  | –                  | –                  | –                  | –                                                |
| 1981 | „Egal” [G]                                                            | 75                 | –                  | –                  | –                  | –                  | –                  | –                  | –                  | –                  | –                  | Incognito                                        |
| 1981 | „Love Amnesia”                                                        | –                  | –                  | –                  | –                  | –                  | –                  | –                  | –                  | –                  | –                  | Incognito                                        |
| 1981 | „Nymphomania”                                                         | –                  | –                  | –                  | –                  | –                  | –                  | –                  | –                  | –                  | –                  | Incognito                                        |
| 1981 | „Hollywood Is Just a Dream When You’re Seventeen”                     | –                  | –                  | –                  | –                  | –                  | –                  | –                  | –                  | –                  | –                  | Incognito                                        |
| 1981 | „Red Tape”                                                            | –                  | –                  | –                  | –                  | –                  | –                  | –                  | –                  | –                  | –                  | Incognito                                        |
| 1982 | „Fever”                                                               | –                  | –                  | –                  | –                  | –                  | –                  | –                  | –                  | –                  | –                  | –                                                |
| 1982 | „Incredibilmente donna”                                               | –                  | –                  | –                  | –                  | –                  | 39                 | –                  | –                  | –                  | –                  | Ieri, oggi                                       |
| 1983 | „Love Your Body”                                                      | –                  | –                  | –                  | –                  | 29                 | –                  | –                  | –                  | –                  | –                  | –                                                |
| 1983 | „No Regrets”                                                          | –                  | –                  | –                  | –                  | –                  | –                  | –                  | –                  | –                  | –                  | Tam-Tam                                          |
| 1983 | „Bewitched”                                                           | –                  | –                  | –                  | –                  | –                  | –                  | –                  | –                  | –                  | –                  | Tam-Tam                                          |
| 1984 | „Assassino”                                                           | –                  | –                  | –                  | –                  | –                  | –                  | –                  | –                  | –                  | –                  | –                                                |
| 1984 | „Ritmo Salsa”                                                         | –                  | –                  | –                  | –                  | –                  | –                  | –                  | –                  | –                  | –                  | –                                                |
| 1985 | „No Credit Card”                                                      | –                  | –                  | –                  | –                  | –                  | –                  | –                  | –                  | –                  | –                  | –                                                |
| 1985 | „Women”                                                               | –                  | –                  | –                  | –                  | –                  | –                  | –                  | –                  | –                  | –                  | –                                                |
| 1986 | „Les Femmes” [H]                                                      | –                  | –                  | –                  | –                  | –                  | –                  | –                  | –                  | –                  | –                  | Secret Passion                                   |
| 1987 | „Wild Thing”                                                          | –                  | –                  | –                  | –                  | –                  | –                  | –                  | –                  | –                  | –                  | Secret Passion                                   |
| 1987 | „Aphrodisiaque” [I]                                                   | –                  | –                  | –                  | –                  | –                  | –                  | –                  | –                  | –                  | –                  | Secret Passion                                   |
| 1987 | „Time's Up”                                                           | –                  | –                  | –                  | –                  | –                  | –                  | –                  | –                  | –                  | –                  | Secret Passion                                   |
| 1987 | „Follow Me” (The Special 1987-Mix)                                    | –                  | –                  | –                  | –                  | –                  | –                  | –                  | –                  | –                  | –                  | –                                                |
| 1988 | „Tomorrow (Voulez-vous un rendez-vous)” (oraz CCCP Fedeli alla linea) | –                  | –                  | –                  | –                  | –                  | 40                 | –                  | –                  | –                  | –                  | –                                                |
| 1988 | „Thank You”                                                           | –                  | –                  | –                  | –                  | –                  | –                  | –                  | –                  | –                  | –                  | –                                                |
| 1989 | „Gold”/"Follow Me”                                                    | –                  | –                  | –                  | –                  | –                  | –                  | –                  | –                  | –                  | –                  | –                                                |
| 1989 | „Métamorphose”                                                        | –                  | –                  | –                  | –                  | –                  | –                  | –                  | –                  | –                  | –                  | Tant qu’il y aura des hommes                     |
| 1990 | „L'École d’amour”                                                     | –                  | –                  | –                  | –                  | –                  | –                  | –                  | –                  | –                  | –                  | Tant qu’il y aura des hommes                     |
| 1990 | „Do You Remember Me?”                                                 | –                  | –                  | –                  | –                  | –                  | –                  | –                  | –                  | –                  | –                  | –                                                |
| 1992 | „Fantasy”                                                             | –                  | –                  | –                  | –                  | –                  | –                  | –                  | –                  | –                  | –                  | Cadavrexquis                                     |
| 1995 | „Everytime You Touch Me”                                              | –                  | –                  | –                  | –                  | –                  | –                  | –                  | –                  | –                  | –                  | Alter Ego                                        |
| 1995 | „Peep!”                                                               | –                  | –                  | –                  | –                  | –                  | –                  | –                  | –                  | –                  | –                  | Alter Ego                                        |
| 1996 | „Angel Love”                                                          | –                  | –                  | –                  | –                  | –                  | –                  | –                  | –                  | –                  | –                  | Alter Ego                                        |
| 1998 | „Follow Me"/"Tomorrow”                                                | –                  | –                  | –                  | –                  | –                  | –                  | –                  | –                  | –                  | –                  | Back in Your Arms                                |
| 1998 | „Queen of Chinatown”                                                  | –                  | –                  | –                  | –                  | –                  | –                  | –                  | –                  | –                  | –                  | Back in Your Arms                                |
| 1998 | „Blood and Honey” (New Remix '98)                                     | –                  | –                  | –                  | –                  | –                  | –                  | –                  | –                  | –                  | –                  | Amanda '98 – Follow Me Back in My Arms           |
| 1998 | „I'll Miss You”                                                       | –                  | –                  | –                  | –                  | –                  | –                  | –                  | –                  | –                  | –                  | Amanda '98 – Follow Me Back in My Arms           |
| 2000 | „From Here to Eternity” (oraz Giorgio Moroder i Eric D. Clark)        | –                  | –                  | –                  | –                  | –                  | –                  | –                  | –                  | –                  | –                  | DJ Empire Presents: A Tribute to Giorgio Moroder |
| 2001 | „Love Boat”                                                           | –                  | –                  | –                  | –                  | –                  | –                  | –                  | –                  | –                  | –                  | Heart                                            |
| 2002 | „I Just Wanna Dance Again”                                            | –                  | –                  | –                  | –                  | –                  | –                  | –                  | –                  | –                  | –                  | Heart                                            |
| 2002 | „Beats of Love” (oraz Get Ready!)                                     | –                  | –                  | –                  | –                  | 48                 | –                  | –                  | –                  | –                  | –                  | Tendance                                         |
| 2004 | „Martini Disease” (oraz Jet Lag)                                      | –                  | –                  | –                  | –                  | –                  | –                  | –                  | –                  | –                  | –                  | Forever Glam!                                    |
| 2005 | „Paris by Night”                                                      | –                  | –                  | –                  | –                  | –                  | 41                 | –                  | –                  | 77                 | –                  | –                                                |
| 2005 | „Copacabana”                                                          | –                  | –                  | –                  | –                  | –                  | –                  | –                  | –                  | –                  | –                  | Forever Glam!                                    |
| 2006 | „Queen of Chinatown 2006” (oraz DJenetix)                             | –                  | –                  | –                  | –                  | –                  | –                  | –                  | –                  | –                  | –                  | Disco Celebration                                |
| 2009 | „Someone Else's Eyes” (oraz Deadstar)                                 | –                  | –                  | –                  | –                  | –                  | –                  | –                  | –                  | –                  | –                  | Brief Encounters                                 |
| 2009 | „Brand New Love Affair (In the Mix)”                                  | –                  | –                  | –                  | –                  | –                  | –                  | –                  | –                  | –                  | –                  | Brand New Love Affair                            |
| 2010 | „I Am What I Am”                                                      | –                  | –                  | –                  | –                  | –                  | –                  | –                  | –                  | –                  | –                  | Brand New Love Affair                            |
| 2010 | „I'm Coming Up”                                                       | –                  | –                  | –                  | –                  | –                  | –                  | –                  | –                  | –                  | –                  | Brand New Love Affair                            |
| 2011 | „Chinese Walk”                                                        | –                  | –                  | –                  | –                  | –                  | –                  | –                  | –                  | –                  | –                  | I Don’t Like Disco                               |
| 2011 | „I Don’t Like Disco”                                                  | –                  | –                  | –                  | –                  | –                  | –                  | –                  | –                  | –                  | –                  | I Don’t Like Disco                               |
| 2011 | „La Bete et la Belle”                                                 | –                  | –                  | –                  | –                  | –                  | –                  | –                  | –                  | –                  | –                  | I Don’t Like Disco                               |
| 2012 | „Love at First Sight”                                                 | –                  | –                  | –                  | –                  | –                  | –                  | –                  | –                  | –                  | –                  | I Don’t Like Disco                               |
| 2012 | „Back to Black”                                                       | –                  | –                  | –                  | –                  | –                  | –                  | –                  | –                  | –                  | –                  | Brief Encounters                                 |
| 2014 | „Suspicious Minds”                                                    | –                  | –                  | –                  | –                  | –                  | –                  | –                  | –                  | –                  | –                  | My Happiness                                     |
| 2014 | „What Now My Love”                                                    | –                  | –                  | –                  | –                  | –                  | –                  | –                  | –                  | –                  | –                  | My Happiness                                     |
| 2015 | „Mai più” (oraz Gianluca De Rubertis)                                 | –                  | –                  | –                  | –                  | –                  | –                  | –                  | –                  | –                  | –                  | L'universo elegante                              |
| 2016 | „The Best Is Yet to Come”                                             | –                  | –                  | –                  | –                  | –                  | –                  | –                  | –                  | –                  | –                  | Let Me Entertain You                             |
| 2016 | „Prima del tuo cuore” (oraz Gianluca De Rubertis)                     | –                  | –                  | –                  | –                  | –                  | –                  | –                  | –                  | –                  | –                  | Let Me Entertain You                             |
| 2017 | „Catwalk”                                                             | –                  | –                  | –                  | –                  | –                  | –                  | –                  | –                  | –                  | –                  | Let Me Entertain You                             |
| 2021 | „More”                                                                | –                  | –                  | –                  | –                  | –                  | –                  | –                  | –                  | –                  | –                  | Tuberose                                         |
| 2021 | „Le bel âge”                                                          | –                  | –                  | –                  | –                  | –                  | –                  | –                  | –                  | –                  | –                  | Tuberose                                         |
| 2021 | „Immortels”                                                           | –                  | –                  | –                  | –                  | –                  | –                  | –                  | –                  | –                  | –                  | Tuberose                                         |
| Rok  | Tytuł                                                                 | Niemcy             | Austria            | Szwajcaria         | Holandia           | Belgia             | Włochy             | Szwecja            | Norwegia           | Rosja              | Południowa Afryka  | Album                                            |

- E^ Singel „La Bagarre” został wydany też w angielskiej wersji jako „Trouble”.
- F^ Singel „When” został wydany we Włoszech we włoskiej wersji jako „Ciao”.
- G^ Singel „Egal” został wydany w krajach hiszpańskojęzycznych w hiszpańskiej wersji jako „Igual”.
- H^ „Les Femmes” to francuska wersja piosenki „She Wolf”, dostępna tylko na tym singlu.
- I^ „Aphrodisiaque” to francuska wersja piosenki „Aphrodisiac”, dostępna tylko na tym singlu.

## DVD
- 2008: Disco Queen – Live in Concert 1979

## Wybrane teledyski
- 1980: „Diamonds”
- 1981: „Egal”
- 1981: „Made in France”
- 1983: „No Regrets”
- 1984: „Assassino” – reż. Mauro Bolognini[16]
- 1984: „Ritmo Salsa”
- 1984: „Hotel Palace”
- 1985: „No Credit Card”
- 1985: „Women”
- 1986: „Les Femmes”
- 1988: „Thank You”
- 1993: „Follow Me”
- 1995: „Peep!”
- 2002: „I Just Wanna Dance Again” - reż. Kris Gautier[17]
- 2006: „With Love” - reż. Denis Larrieste[18]
- 2009: „Someone Else's Eyes” (oraz Deadstar) – reż. Fabio Tibaldi
- 2009: „Doin’ Fine”
- 2009: „Brand New Love Affair”
- 2011: „Chinese Walk”
- 2012: „La Bete et la Belle”
- 2014: „Suspicious Minds”
- 2014: „What Now My Love”
- 2015: „Mai più” (oraz Gianluca De Rubertis)
- 2016: „The Best Is Yet to Come”
- 2016: „Prima del tuo cuore” (oraz Gianluca De Rubertis)
- 2017: „Catwalk” - reż. Thibault Guerin[19]
- 2021: „More” - reż. Thibault Guerin[20]